# Pseudanogmus silanus
Pseudanogmus silanus är en stekelart som först beskrevs av Francis Walker 1843. 
Pseudanogmus silanus ingår i släktet Pseudanogmus och familjen puppglanssteklar. Inga underarter finns listade i Catalogue of Life.